# Botanischer Garten Conakry
Der Botanische Garten Conakry ist ein Park und botanischer Garten in Conakry, der Hauptstadt Guineas. Er liegt im Stadtviertel Camayenne im Süden der Stadt zwischen der Faysal-Moschee (französisch Grande Mosquée Faiçal) im Nordosten und dem Friedhof Cimetière de Cameroun im Südwesten. Der botanische Garten und der Friedhof liegen als zusammenhängendes Grüngebiet auf einem Hügel, der sich etwa 25 m über der Umgebung erhebt. Inmitten der dicht besiedelten Hauptstadt wird der botanische Garten als „grüne Oase“ beschrieben.

## Geschichte
Der botanische Garten wurde im April 1897 vom französischen Generalgouverneur Noël Ballay unter dem Namen „Jardin d’essai de la Camayenne“ gegründet. Der erste Leiter des botanischen Garten war der französische Botaniker Auguste Jean Baptiste Chevalier. Der Garten umfasste zu Beginn 13 Hektar, heute jedoch nur noch 8 Hektar. Die restlichen 5 Hektar dienten für den Bau der Faysal-Moschee und den Cimetière de Cameroun.
Die ersten im botanischen Garten angepflanzten Baumarten waren Mangostane, Eukalypten und Khaya senegalensis. Die Einfuhr von Bananenstauden und deren erfolgreiche Anbauversuche im botanischen Garten von Conakry in den 1910er Jahren führten zu einem großflächigen Anbau von Bananen in Guinea, sodass das Land teilweise Afrikas größter Bananenexporteur war, bis Frankreich die Beziehungen zu Guinea wegen dessen Unabhängigkeitserklärung im Jahr 1958 abbrach. Heute umfasst der Bestand mehr als 100 Baumarten aus verschiedenen Weltteilen, wie etwa die Große Sapote, Flammenbaum, Acacia und Ylang-Ylang.